# Heteroepichloë sasae
Heteroepichloë sasae är en svampart som först beskrevs av Kanesuke Hara, och fick sitt nu gällande namn av E. Tanaka, C. Tanaka, Gafur & Tsuda 2002. Heteroepichloë sasae ingår i släktet Heteroepichloë och familjen Clavicipitaceae.   Inga underarter finns listade i Catalogue of Life.